# Mecquignies
Mecquignies is een gemeente in het Franse Noorderdepartement (regio Hauts-de-France) en telt 584 inwoners (1999). De plaats maakt deel uit van het arrondissement Avesnes-sur-Helpe.

## Geografie
De oppervlakte van Mecquignies bedraagt 4,8 km², de bevolkingsdichtheid is 121,7 inwoners per km².
De onderstaande kaart toont de ligging van Mecquignies met de belangrijkste infrastructuur en aangrenzende gemeenten.

## Demografie
Onderstaande figuur toont het verloop van het inwonertal (bron: INSEE-tellingen).